# Poimenesperus obliquus
Poimenesperus obliquus är en skalbaggsart som beskrevs av Aurivillius 1916. Poimenesperus obliquus ingår i släktet Poimenesperus och familjen långhorningar.
Artens utbredningsområde är Gabon. Inga underarter finns listade i Catalogue of Life.